# Лундуп, Таши
Таши Лундуп (англ. Tashi Lundup; род. 5 октября 1984, Лех, Джамму и Кашмир) — индийский лыжник тибетского происхождения, участник Олимпийских игр в Ванкувере.
Пехотинец индийской армии (скаут в подразделении ладакхских скаутов.

## Карьера
В Кубке мира Лундуп не выступал. В Австрало-Новозеландском Кубке дважды в карьере попадал в тридцатку лучших, в сезоне 2009/10 занял в нём 43-е место в общем итоговом зачёте.
На Олимпиаде-2010 в Ванкувере занял 83-е место в гонке на 15 км свободным стилем.
За свою карьеру принимал участие в одном чемпионате мира, на чемпионате 2009 года занял 114-е место в спринте свободным ходом.